# Rodzimowierstwo germańskie
Rodzimowierstwo germańskie, rzadziej starowierstwo germańskie lub germańskie neopogaństwo – religia neopogańska, przez religioznawców klasyfikowania jako nowy ruch religijny. Opiera się na przedchrześcijańskich wierzeniach i mitologii ludów germańskich z epoki żelaza i wczesnośredniowiecznej Europy. W celu rekonstrukcji poprzednich systemów wierzeń rodzimowierstwo germańskie wykorzystuje istniejące dowody historyczne, archeologiczne i folklorystyczne, chociaż podejścia do tego materiału znacznie się różnią.
Rodzimowierstwo germańskie nie ma jednolitej teologii i jest zazwyczaj politeistyczne, koncentrując się na panteonie bóstw z przedchrześcijańskiej Germańszczyzny. Przejmuje on kosmologiczne poglądy z tych religii, w tym animistyczny pogląd na kosmos, w którym świat przyrody jest przepełniony duchami. Bóstwa i owe duchy honoruje się w ofiarnych obrzędach zwanych blot, w których ofiaruje się im żywność i libacje. Często towarzyszy im symbel – akt ceremonialnego wznoszenia za bogów i boginie toastów napojem alkoholowym. Niektórzy praktykujący również angażują się w rytuały mające na celu wywołanie odmiennego stanu świadomości oraz wizji, zwłaszcza seiðr i galdr, z zamiarem zdobycia mądrości i porad od bóstw. Chociaż wielu pojedynczych wyznawców wyznaje religię samotnie, członkowie społeczności rodzimowierców germańskich często gromadzą się w małych grupach, zwanych zwykle kindreds (rodziny/klany) lub hearths (domy), w celu wykonywania obrzędów na świeżym powietrzu lub w specjalnie wybudowanych budynkach. Systemy etyczne rodzimowierców germańskich kładą szczególny nacisk na honor, osobistą uczciwość i lojalność, podczas gdy wierzenia dotyczące życia pozagrobowego różnią się i rzadko są akcentowane.
Centralny podział w obrębie rodzimowierstwa germańskiego dotyczy kwestii rasy. Niektóre grupy przyjmują „uniwersalistyczną” perspektywę, przyjmują, że religia jest otwarta dla wszystkich, niezależnie od tożsamości etnicznej lub rasowej, inne zaś zakładają podejście rasistowskie (ang. racialism) – nazywane w ramach społeczności „narodowym” – widząc rodzimowierstwo germańskie jako religię nierozerwalnie związaną z rasą germańską, która powinna być zarezerwowana wyłącznie dla osób pochodzenia północnoeuropejskiego. Niektórzy narodowi rodzimowiercy germańscy idą dalej, łącząc religię z wprost rasistowskimi i supremacjonistycznymi poglądami. Chociaż termin „rodzimowierstwo germańskie” (ang. Heathenry) jest używany powszechnie do opisu religii jako całości, wiele grup preferuje odmienne formy identyfikacji, mając na względzie swój regionalizm oraz stosunek do kwestii rasowych. Podczas gdy niektóre grupy wyznawców skandynawskich bóstw używają nazwy Ásatrú lub Forn Sed, ci, którzy przyjmują perspektywy narodowe, preferują częściej terminy odynizm, wotanizm lub odalizm.
Początki religii leżą w dziewiętnasto- i wczesnodwudziestowiecznym ruchu romantycznym, który sławił przedchrześcijańskie wierzenia społeczności germańskich. W tym okresie organizowane były grupy czcicieli germańskich bogów w Niemczech i Austrii; stanowiły one części ruchu volkistowskiego i zazwyczaj wykazywały rasistowską interpretację religii, co poskutkowało upadkiem ruchu po przegranej hitlerowskich Niemiec w II wojnie światowej. W latach siedemdziesiątych pojawiły się nowe grupy rodzimowierstwa germańskiego w Europie i Ameryce Północnej, rozwijając się w formalne organizacje w celu promowania swojej wiary. W ostatnich dziesięcioleciach ruch rodzimowierstwa germańskiego był przedmiotem badań akademickich badaczy działających w dziedzinie studiów pogaństwa. Aktywne wspólnoty wyznawców istnieją w Europie, Ameryce Północnej i Australazji.

## Definicja

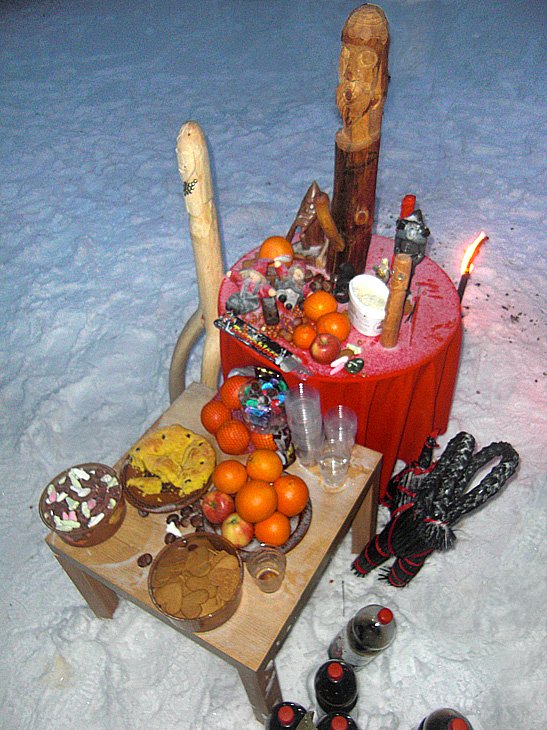
Zewnętrzny ołtarz w trakcie obchodów Jul 2010 w Göteborgu, w Västergötlandi.

Religioznawcy klasyfikują rodzimowierców germańskich jako nowy ruch religijny, a dokładniej jako rekonstrukcjonistyczną formę współczesnego pogaństwa. Rodzimowierstwo germańskie jest „ruchem ożywienia i/lub reinterpretacji dla współczesności praktyk i światopoglądów przedchrześcijańskich przedchrześcijańskich północnej Europie Północnej (lub, w szczególności, kultur germańskojęzycznych)”.

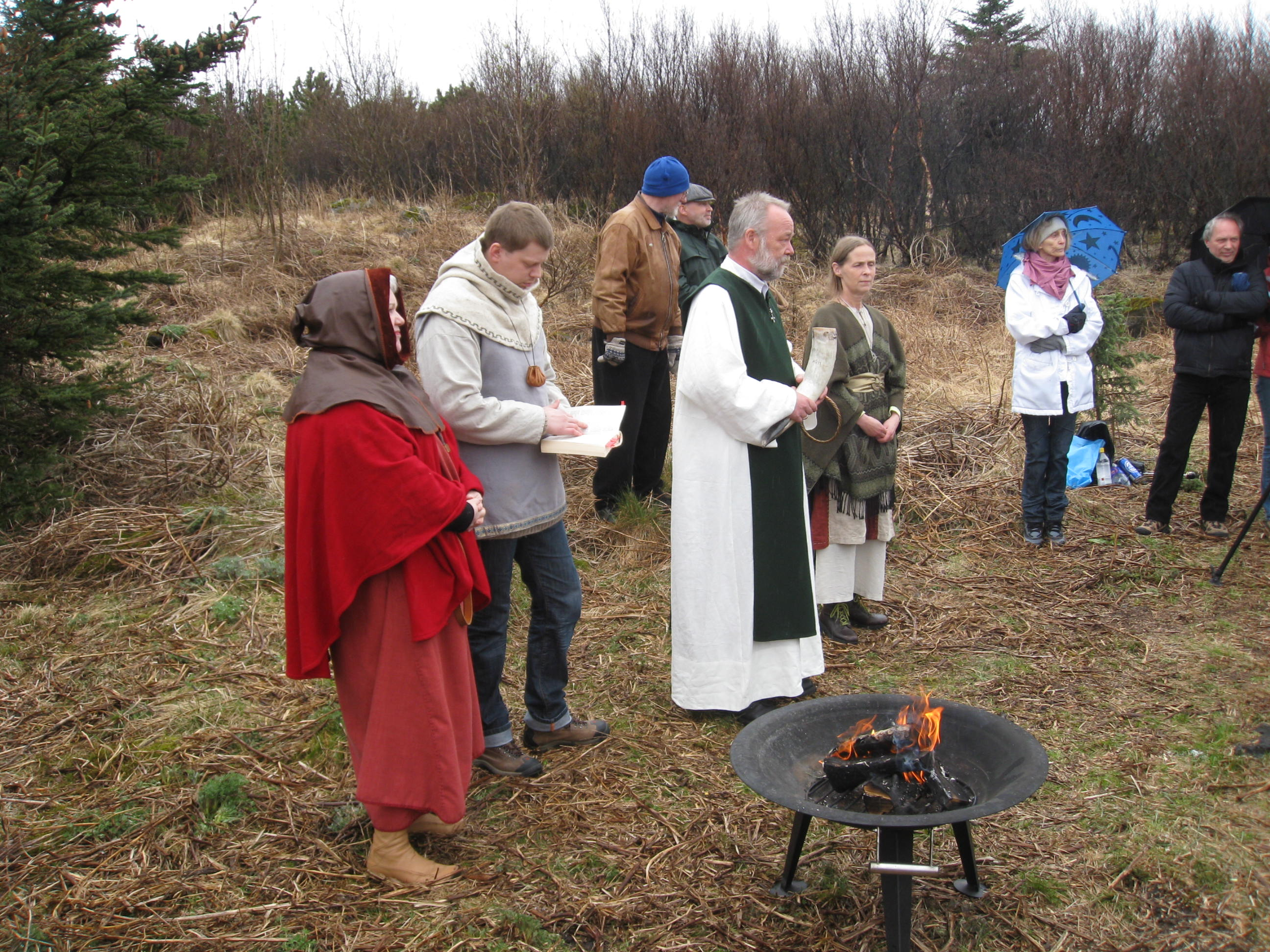
Obrzęd przeprowadzany na szczycie góry, Reykjavík 2009

Praktykujący starają się ożywić owe minione systemy wierzeń, wykorzystując historyczne materiały źródłowe. Do źródeł historycznych należą staronordyckie teksty ze Skandynawii i Islandii, takie jak Edda prozaiczna i Edda poetycka, teksty staroangielskie, jak Beowulf, i teksty średnio-wysoko-niemieckie, takie jak Nibelungenlied. Niektórzy rodzimowiercy germańscy przyjmują również koncepcje oparte na znaleziskach archeologicznych przedchrześcijańskiej północnej Europy oraz na udokumentowanych baśniach i folklorze z późniejszych okresów w historii Europy. Źródła tekstowe pozostają jednak problematyczne w kontekście „rekonstrukcji” predchrześcijańskich systemów wierzeń, ponieważ zostały one napisane przez chrześcijan i traktują o religii przedchrześcijańskiej w sposób fragmentaryczny i stronniczy. Antropolog Jenny Blain charakteryzuje rodzimowierstwo germańskie jako „religię zbudowaną z wybrakowanego materiału”, podczas gdy religioznawca Michael Strmiska opisuje owe wierzenia jako „przesiąknięte niepewnością i zamieszaniem historycznym”, tym samym charakteryzując je jako ruch postmodernistyczny.
Sposoby, w jaki rodzimowiercy germańscy wykorzystują materiały historyczne i archeologiczne, różnią się; niektórzy próbują jak najdokładniej zrekonstruować minione wierzenia i praktyki, podczas gdy inni otwarcie eksperymentują z tymi materiałami i wprowadzają nowe elementy. Niektórzy przykładowo dostosowują swoje praktyki do „niezweryfikowanej gnozy osobistej” (UPG), którą zdobyli dzięki doświadczeniom duchowym. Inni przejmują koncepcje pochodzące z zachowanych w innych częściach świata religii etnicznych, jak również z nowoczesnych religii politeistycznych, takich jak hinduizm i religie afroamerykańskie, wierząc, że pomaga to budować duchowy światopogląd zbliżony do tych, które istniały w Europie przed chrystianizacją. Niektórzy praktykujący, podkreślający podejście oparte wyłącznie na źródłach historycznych i archeologicznych, krytykują takie postawy, ośmieszając tych, którzy je praktykują używając pejorawnego określenia „neorodzimowierca” (ang. Neo-Heathen).
Niektórzy rodzimowiercy germańscy poszukują wspólnych elementów, znajdywanych na przestrzeni całej Germańszczyzny w epoce żelaza i wczesnego średniowiecza, wykorzystując je jako podstawę dla swoich współczesnych przekonań i praktyk. Z kolei inni czerpią inspirację z wierzeń i praktyk dotyczących określonego obszaru geograficznego i okresu chronologicznego dotyczącego Germańszczyzny, jak na przykład anglosaskiej Anglii czy wikińskiej Islandii. Niektórzy wyznawcy posiadają głęboki zasób wiedzy na temat specyfiki społeczeństwa północnoeuropejskiego w okresie epoki żelaza i wczesnego średniowiecza, chociaż większość praktykujących zdobywa informacje o przedchrześcijańskiej przeszłości przede wszystkim z literatury fikcyjnej i popularnych wyobrażeń dotyczących mitologii nordyckiej. Niektóre odłamy ruchu rodzimowierców germańskich utrwalają błędne wyobrażenia o przeszłości. Wiele wyraża romantyczny ogląd na kulturę nordycką; socjolog religii Jennifer Snook zauważa, że wielu praktykujących „wsłuchuje się w dumną, anachroniczną i nieskazitelną wizję epoki przodków i bohaterów”.
Antropolog Murphy Pizza sugeruje, że rodzimowierstwo germańskie można rozumieć jako przykład „tradycji wynalezionej”, który to termin zaproponował Eric Hobsbawm. Jak zauważa religioznawca Fredrik Gregorius, rodzimowiercy często negatywnie odnoszą się do określania ich mianem wyznawców współcześnie wynalezionej „nowej religii”, i mimo że „nie istnieje w żadnym sensie ciągłość” między rodzimowierstwem germańskim a przedchrześcijańskimi systemami wierzeń ludów germańskich, preferują oni opisywanie ich wierzeń jako „tradycyjnej wiary. Wielu wyznawców unika używanego przez uczonych, opartego na perspektywie etic terminu „rekonstrukcjonizm”, do opisu ich praktyk religijnych. Wolą oni używać terminu „religia pierwotna”, w analogii do tradycyjnych systemów wierzeń ludów pierwotnych tubylczych. Odwołując się do poczucia pierwotności, wielu rodzimowierców, w szczególności w Stanach Zjednoczonych, usiłuje przedstawiać się jako ofiary średniowiecznego, chrześcijańskiego kolonializm i imperializmu. Snook, Thad Horrell i Kirsten Horton wskazują, że przyjmując taką postawę, rodzimowiercy ci pomijają fakt, że większość z nich należy do rasy białej, czyli są członkami tej samej społeczności etnicznej, która wdrażała i czerpała korzyści z imperialistycznej i kolonialnej polityki skierowanej przeciwko tubylczym, rodzimym ludom w Amerykach i na innych kontynentach.

### Terminologia
Nie istnieje żadna centralna władza religijna, mogąca narzucić określoną terminologię opisującą wszystkich wyznawców. W związku z tym różne grupy rodzimowierców germańskich używają różnych słów, aby opisać zarówno swoją religię, jak i siebie samych, przy czym terminy te często mówią o ich przekonaniach społeczno-politycznych, jak również o konkretnym germańskim regionie przedchrześcijańskiej Europy, z którego czerpią inspirację.
Badacze religii zwykle preferują terminy Heathenry i Heathenism do jej opisywania, ponieważ określenia te „obejmują wszystkie odmiany” ruchu. Termin ten jest najczęściej używany przez praktykujących w Wielkiej Brytanii, przy rosnącym zastosowaniu w Ameryce Północnej i poza nią. Terminy te opierają się na słowie heathen, które było używane przez wczesnośredniowiecznych chrześcijańskich pisarzy do opisywania niechrześcijan w germańskiej Europie; używając go, praktykujący starają się przejąć je od chrześcijan jako formę samookreślenia. Wielu praktykujących opowiada się za określeniem Heathen (pol. rodzimowierca) zamiast Pagan (pol. poganin), ponieważ ta pierwsza nazwa pochodzi z języków germańskich, podczas gdy poganin wywodzi się z łaciny.

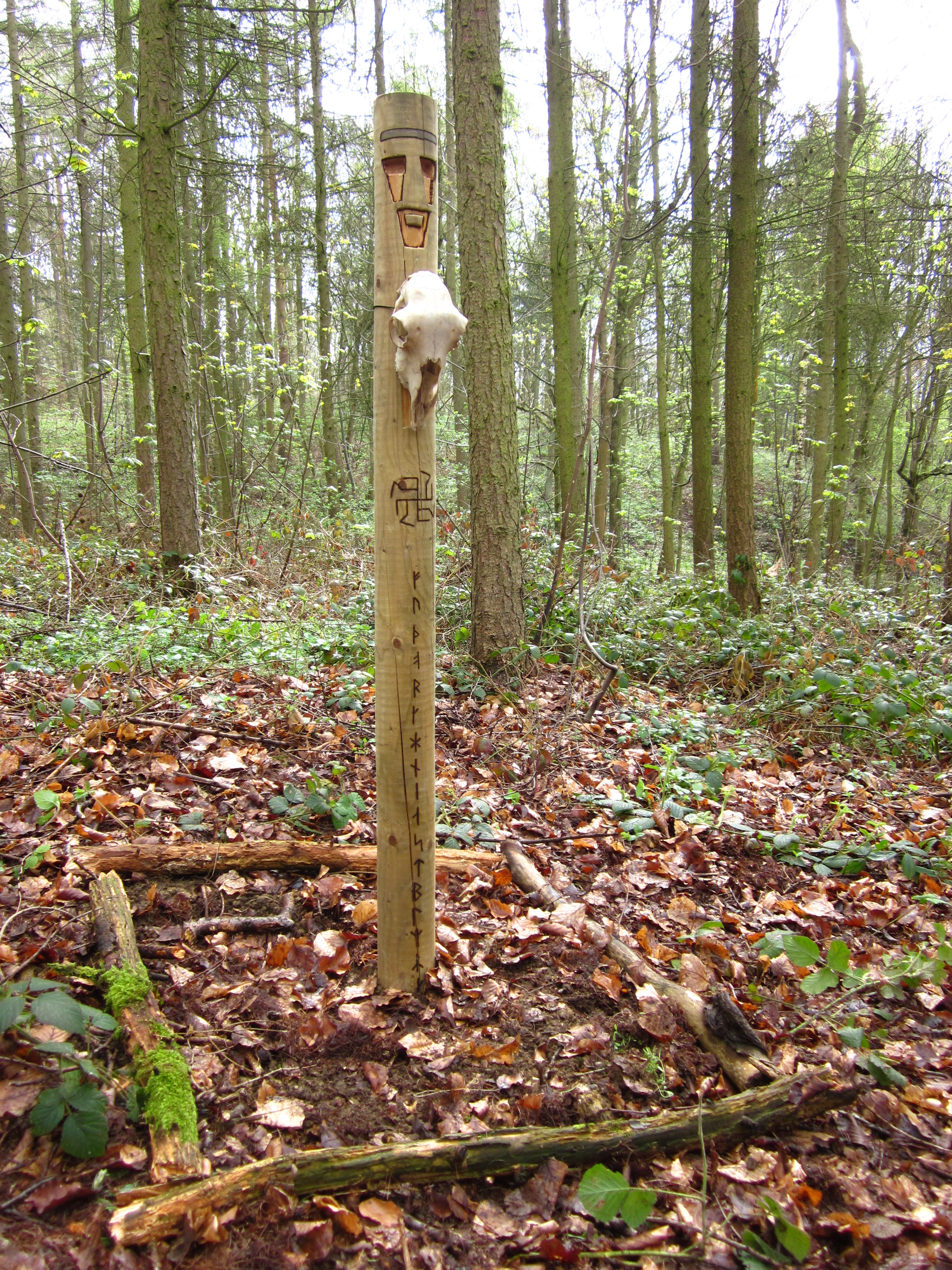
Święte miejsce wyznaczone naokoło grawerowanego drewnianego słupa, Shropshire, Anglia

Kolejnym pojęciem używanym w niektórych kontekstach akademickich jest germańskie neopogaństwo, niemniej jednak jest to „sztuczne określenie” wykreowane przez uczonych, z niewielkim zastosowaniem wśród samych rodzimowierców germańskich. W ramach alternatywy Blain zasugerował użycie północnoeuropejskiego pogaństwa jako nadrzędnego terminu naukowego dla ruchu, choć Strmiska zauważyła, że obejmuje on również praktykujących inspirowanych przez systemy wierzeń fińskich i słowiańskich społeczności Północno-Wschodniej Europy. Wyróżnił on współczesne nordyckie pogaństwo, aczkolwiek przyjął, że termin ten wyklucza tych rodzimowierców, którzy są szczególnie inspirowani przez systemy przedchrześcijańskich wierzeń nienordyckich społeczności germańskich, na przykład Anglosasów i Gotów.
Inną nazwą wiary jest islandzkie Ásatrú, co tłumaczy się jako „lojalność wobec Asów” – Asowie/Azowie są podgrupą bóstw w mitologii nordyckiej. Nazwa ta jest częściej używana w Ameryce Północnej; praktykujących określa się jako Asatruer. Ten termin jest preferowany przez praktykujących skupiających się na nordyckich bóstwach Skandynawii, choć problematycznym jest to, jak wielu samoidentyfikujących się Asatruer czci bóstwa i istoty inne niż Æsir, takie jak Wanowie, walkirie, elfy i krasnoludy. Chociaż początkowo było to popularne określenie wśród wyznawców i akademików, stosowanie nazwy Ásatrú osłabło wraz z upływem czasu.
Inni praktykujący określają swoją religię Vanatrú, co znaczy „ci, którzy honorują Vanir”, lub Dísitrú, czyli „ci, którzy czczą boginie”, w zależności od szczególnego akcentu teologicznego. Choć ograniczone głównie do Skandynawii, od połowy lat 2000. coraz popularniejszym terminem jest Forn Siðr lub Forn Sed („stara droga”, „dawne zwyczaje”); jest to również termin zaadaptowany z chrześcijańskiej terminologii, wcześniej użyty w poniżającym znaczeniu do opisu przedchrześcijańskiej religii w staronorweskim Heimskringla. Inne terminy używane w obrębie społeczności do opisywania jej religii to Tradycja Północna, nordyckie pogaństwo i saksońskie pogaństwo, podczas gdy w XX wieku powszechnie używanymi określeniami były niemiecka, nordycka lub germańska wiara. W Stanach Zjednoczonych grupy podkreślające orientację niemiecką używały pojęcia irminizm, podczas gdy osoby koncentrujące się na aspekcie anglosaskim wybierały fyrnsidu lub theodyzm.
Wiele rasistowsko zorientowanych rodzimowierców germańskich preferuje terminy odynizm lub wotanizm w celu opisania swojej religii. Rasistowska grupa „Heathen Front” wyróżnia pojęcie odalizm, zaproponowane przez Varga Vikernesa, w nawiązaniu do runy Odal. Istnieje zatem ogólny pogląd, że wszyscy używający odynizmu przyjmują wyraźną polityczną, prawicową i rasistowską interpretację religii, podczas gdy Asatru jest używany przez bardziej umiarkowane grupy rodzimowiercze, aczkolwiek w praktyce nie ma tak wyraźnego rozróżnienia tych terminów. Gregorius zauważył, że odynizm jest „bardzo problematyczny”, ponieważ sugeruje, że bóg Odyn – zaadaptowany z mitologii nordyckiej – jest najważniejszy w teologii tych grup, podczas gdy często tak nie jest. Co więcej, termin ten jest używany przez co najmniej jedną grupę nierasistowską, brytyjską Odinshof, która wykorzystuje go w odniesieniu do jej szczególnego oddania dla Odyna.

## Historia

### Romantyczni i volkistowscy poprzednicy

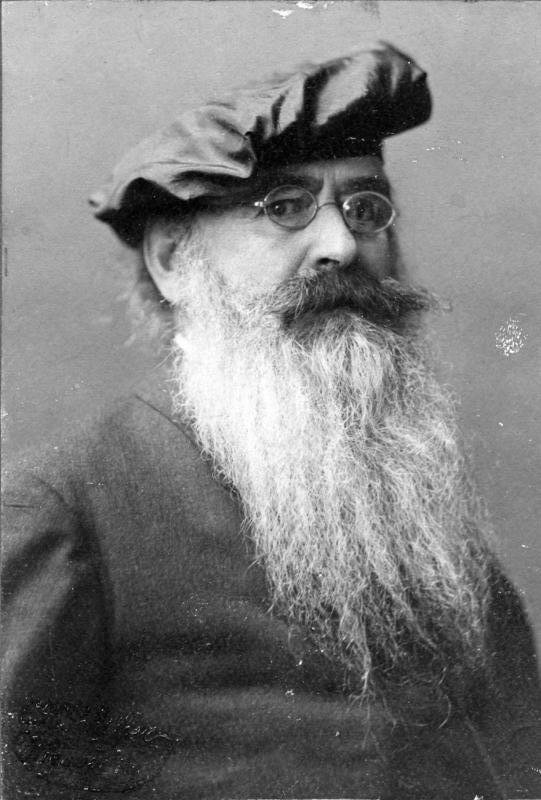
Guido von List, głosiciel wczesnej wersji rodzimowierstwa germańskiego

Pod koniec XVIII i w XIX wieku romantyzm niemiecki skoncentrował swoją uwagę na przedchrześcijańskich systemach wierzeń Germańszczyzny, z różnymi romantycznymi intelektualistami wyrażającymi pogląd, że te starożytne religie były „bardziej naturalne, organiczne i pozytywne” niż chrześcijaństwo. Takie podejście promowały prace naukowe intelektualistów romantyzmu, takich jak Johann Gottfried Herder, Jakub Grimm i Wilhelm Grimm. Ten rozwój nastąpił wraz ze wzrostem nacjonalizmu i idei narodowej, przyczyniając się do powstania ruchu Volkizmu w niemieckojęzycznej Europie. Krytykując żydowskie korzenie chrześcijaństwa, w 1900 roku germanista Ernst Wachler opublikował broszurę, wzywającą do odrodzenia się w duchu rasizmu starożytnej religii niemieckiej. Inni autorzy, tacy jak Ludwik Fahrenkrog, poparli jego twierdzenia, co doprowadziło do utworzenia zarówno Bund fur Persönlichkeitskultur (Ligi Kultury Osobowości), jak i Deutscher Orden w 1911 r., a następnie Germanische-Deutsche Religionsgemeinschaft (Germańsko-Niemieckiego Towarzystwa Religijnego) w 1912.
Inną drogą rozwoju rodzimowierstwa germańskiego był okultystyczny volkistowski ruch znany jako ariozofia. Jednym z owych volkistowskich ariozofistów był austriacki okultysta Guido von List, który stworzył religię nazwaną przez siebie „wotanizmem”, z wewnętrznym rdzeniem opisanym jako „armanizm”. List oparł wotanizm w znacznym stopniu na Eddach, choć z biegiem czasu znajdował się on coraz częściej pod wpływem okultystycznych nauk Towarzystwa Teozoficznego. Idee Lista były przekazywane w Niemczech przez czołowych polityków prawicy, zaś zwolennicy jego koncepcji należeli do założycieli Reichshammerbund w Lipsku w 1912 roku, włączając w to osoby zajmujące kluczowe stanowiska w Germanenorden. Towarzystwo Thule, założone przez Rudolfa von Sebottendorfa, wyrosło na bazie Germanenorden i reprezentowało teozoficzno-podobną interpretację mitologii nordyckiej.

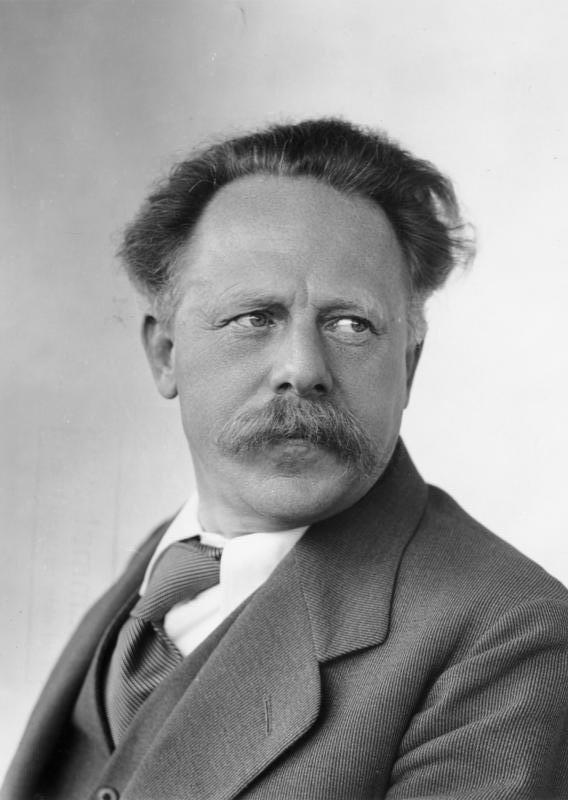
Jakob Wilhelm Hower, lider Niemieckiego Ruchu Wiary w latach 30.

W 1933 roku powstał eklektyczny Niemiecki Ruch Wiary (Deutsche Glaubensbewegung), założony przez religioznawcę Jakoba Wilhelma Hauera, chcącego zjednoczyć podzielone grupy rodzimowiercze. Chociaż jego aktywność przypadła na czasy nazistowskie, jego nadzieja na ogłoszenie „niemieckiej wiary” oficjalną religią hitlerowskich Niemiec została zawiedziona. Pomimo że ruch rodzimowierców germańskich prawdopodobnie nigdy nie liczył więcej niż kilka tysięcy zwolenników w czasie jego rozkwitu w latach 20., zaangażowało się w niego wielu przedstawicieli klasy średniej, inteligencji, w tym dziennikarzy, artystów, ilustratorów, naukowców i nauczycieli, przez co miał on znaczny wpływ na niemieckie społeczeństwo
Volkistowscy okultyści – zarówno poganie jak List, jak i chrześcijanie jak Jörg Lanz von Liebenfels – „wnieśli istotny wkład w nastroje ery nazistowskiej”. Kilkoro miało bezpośredni wpływ na kierownictwo NSDAP, z jednym wyjątkiem: Karl Maria Wiligut był jednocześnie przyjacielem i kluczowym czynnikiem wpływu na lidera Schutzstaffel (SS), Heinricha Himmlera. Wiligut głosił wizję dawnego niemieckiego społeczeństwa, w której „wotanizm” pozostawał w konflikcie z drugą starożytną religią, „irminizmem”, który z kolei został poświęcony mesjanistycznej germańskiej postaci znanej jako Krist, która później została błędnie zamieniona w postać Jezusa. Wiele rodzimowierczych grup w okresie nazizmu zostało rozwiązanych i mogło się odbudować jedynie po II wojnie światowej w Niemczech Zachodnich, gdzie została przywrócone wolność wyznania. Po klęsce hitlerowskich Niemiec volkistowsko brzmiące idee i grupy były stygmatyzowane przez społeczeństwo wraz z ogólnym postrzeganiem mitologii przedchrześcijańskich germańskich społeczeństw jako nadszarpniętej w wyniku wykorzystywania przez nazistowską administrację, co w pewnym stopniu zachowało się do XXI wieku.
Ruch volkistowski pojawił się również w latach 30. w Norwegii wśród takich grup jak Koło Ragnarok (ang. Ragnarok Circle) czy czasopiśmie Hansa Jacobsena Tidsskriftet Ragnarok. Wybitnymi działaczami uczestniczącymi w tym środowisku byli pisarz Nils Per Imerslund i kompozytor Geirr Tveitt, choć nie pozostawiło ono następców w powojennej Norwegii. Wariant „odynizmu” został zaprezentowany przez Australijczyka Aleksandra Millsa, który opublikował The Odinist Religion (1930) i założył Anglecyn Church of Odin. Rasistowsko zorientowany Mills traktował odynizm jako religię dla czegoś, co określał mianem przynależności do „rasy brytyjskiej” i uznawał kosmiczną walkę z judeochrześcijaństwem. Formułując „swoją własną, unikalną wersję” ariozofii, Mills znajdował się pod silnym wpływem tekstów von Lista. Niektóre z korzeni rodzimowierstwa germańskiego wywodzą się również z ruchu „powrotu do natury” z początku XX wieku, wśród którego można wyróżnić postać Kibbo Kifta.

### Czasy współczesne

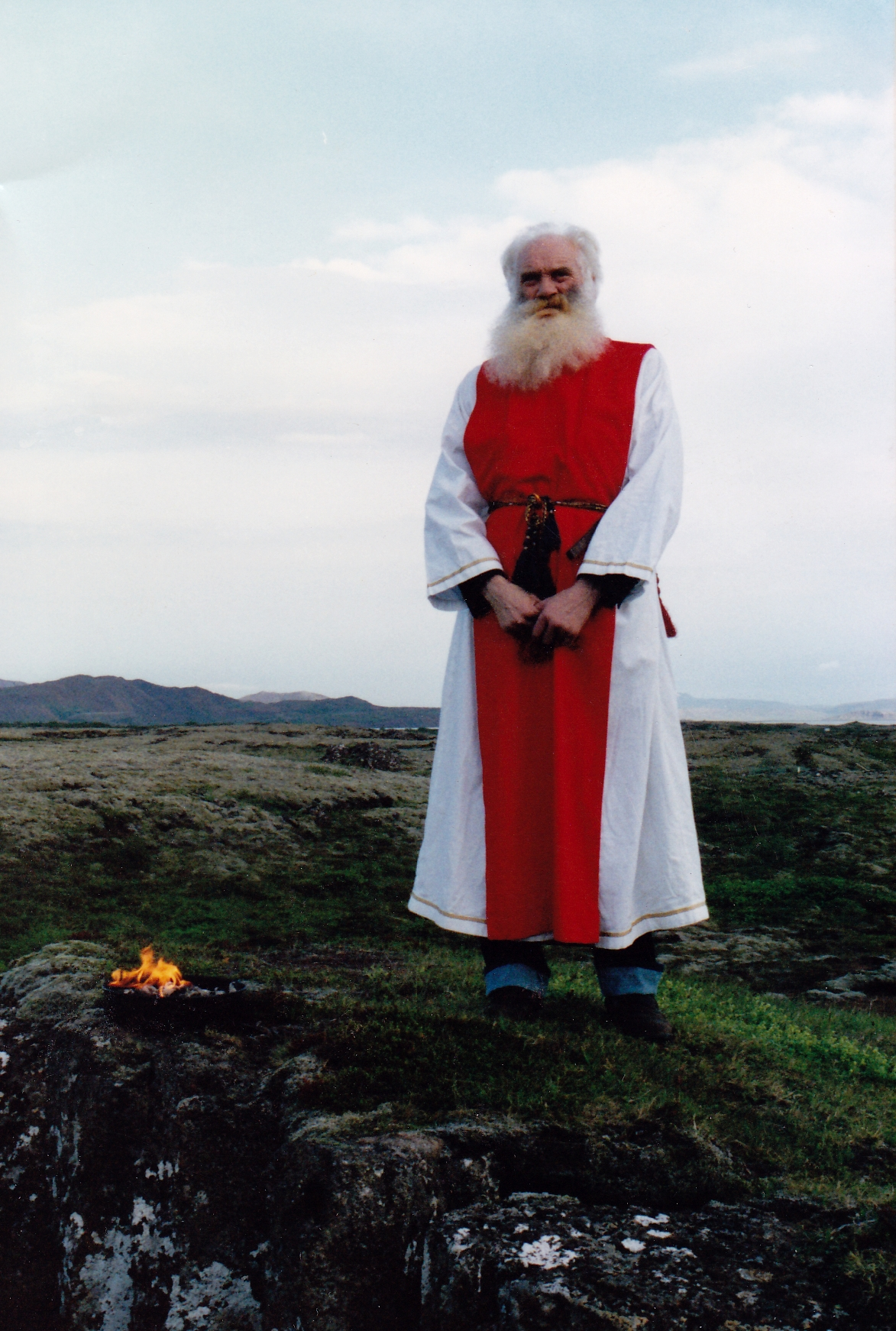
Sveinbjörn Beinteinsson, lider islandzkiego Ásatrúarfélagið, podczas blot w 1991 roku

Na początku lat 70. rodzimowiercze organizacje pojawiły się w Wielkiej Brytanii, Stanach Zjednoczonych, Kanadzie, Australii i Islandii, w dużej mierze niezależnie od siebie. Częściowo było to związane z szerokim wzrostem ruchu współczesnego pogaństwa w ciągu lat 60. i 70., ale także rozwoju środowiska New Age, zachęcającego do tworzenia nowych ruchów religijnych w intencji odrodzenia przedchrześcijańskich wierzeń. Kolejne grupy rodzimowierców germańskich powstawały w latach 90. XX w. i w pierwszej dekadzie XXI w., z których wiele dystansowało się od bezpośrednich celów politycznych i stawiało większy nacisk na historyczną wiarygodność, niż ich prekursorzy z poprzednich dekad.
W Stanach Zjednoczonych rodzimowierstwo germańskie pojawiło się w latach 60. W 1969 roku duńska rodzimowierczyni Else Christensen założyła Odinist Fellowship w swoim domu w amerykańskim stanie Floryda. Będąc pod silnym wpływem prac Millsa, zaczęła wydawać czasopismo pod tytułem The Odinist, skupiające się raczej na treściach prawicowych i rasistowskich niż teologicznych. Stephen McNallen po raz pierwszy założył Bractwo Wikingów na początku lat 70., jeszcze przed założeniem Asatru Free Assembly w 1976 roku, które z kolei rozpadło się w 1986 roku na tle licznych różnic politycznych po sprzeciwie McNallena odnośnie do obecności neonazistów w grupie. W latach 90. McNallen założył Asatru Folk Assembly (AFA), etnicznie zorientowaną grupę rodzimowierców germańskich z siedzibą w Kalifornii. Tymczasem Valgard Murray wraz z rodziną założyli w Arizonie Ásatrú Alliance (AA) pod koniec lat 80., który podzielał stanowisko AFA w kwestiach rasowych i opublikował biuletyn Vor Tru. W 1987 roku Stephen Flowers i James Chisholm założyli organizację The Troth (pierwotnie Ring of Troth), która została zarejestrowana w stanie Teksas. Przyjmując inkluzywną, nierasistowską perspektywę, szybko przerodziła się w organizację międzynarodową.
W Islandii wpływ przedchrześcijańskich wierzeń wciąż przepełniał dziedzictwo kulturowe kraju w XX wieku W 1972 roku rolnik Sveinbjörn Beinteinsson założył tam rodzimowierczą grupę Ásatrúarfélagið, początkowo liczącą 12 osób. Beinteinsson pełnił funkcję Allsherjargodi (głównego kapłana) aż do swojej śmierci w 1993 roku, kiedy zastąpił go Jormundur Ingi Hansen. Wraz ze wzrostem liczebności grupy przywództwo Hansena wywołało podziały, więc w celu utrzymania jedności ruchu w 2003 roku zrezygnował on ze stanowiska i został zastąpiony przez Hilmara Örn Hilmarssona, gdy Ásatrúarfélagið liczyło 777 członków i odgrywało znaczącą rolę w islandzkim społeczeństwie. W Anglii w 1992 roku John Yeowell założył Brytyjski Komitet na rzecz Restauracji Rytu Odynicznego. W 1992 roku Mark Mirabello wydał książkę Odin Brotherhood, w której twierdził o istnieniu tajnego stowarzyszenia odynistów; większość brytyjskich rodzimowierców germańskich wątpi w jej istnienie.

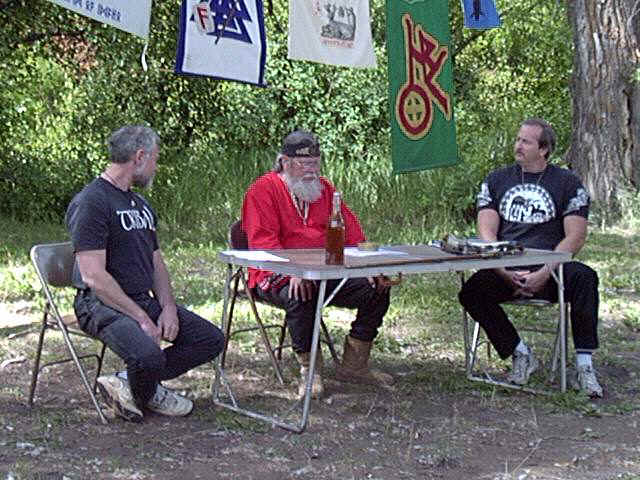
Jedni z głównych amerykańskich rodzimowierców germańskich, Stephen McNallen (po lewej) i Michael „Valgard” Murray (w środku), oraz Eric „Hnikar” Wood (po prawej) podczas Althing w 2000 roku

W Szwecji pierwsze grupy rodzimowiercze powstały w latach 70.; wczesne przykłady obejmują Breidablikk-Gildet (Gildia Breidablikk) założoną w 1975 roku i Telge Fylking założoną w 1987 roku, z których druga powstała z rozłamu w pierwszej, podkreślając nierasistowską interpretację religii. W 1994 roku powstało Sveriges Asatrosamfund (Szwedzkie Zgromadzenie Asatru), stające się największą grupą rodzimowierczą w kraju. Pierwsza norweska grupa rodzimowierców germańskich, Blindern Åsatrulag, powstała jako grupa studencka na Uniwersytecie w Oslo w połowie lat 80., podczas gdy większa Åsatrufellesskapet Bifrost została utworzona w 1996 roku; po rozpadzie tej grupy, w 1999 powstała Foreningen Forn Sed. W Danii, w pobliżu Kopenhagi powstała w 1986 roku niewielka grupa, jednak szerszy ruch rodzimowierczy nie pojawił się przed nastaniem lat 90., kiedy to powstała grupa o nazwie Forn Siðr.
W Niemczech powstaniu różnych grup towarzyszyło wyraźne odrzucenie volkistowskich i prawicowych korzeni ich religii; najbardziej znane to Rabenclan (Klan Ravenów) założony w 1994 roku i Nornirs Ætt (Ród Nornów), założony w 2005 roku. Kilka zagranicznych organizacji rodzimowierców germańskich pojawiło się również na niemieckiej scenie; w 1994 roku powstał Odinic Rite Deutschland, który później ogłosił swoją niezależność i zmienił nazwę na Verein für germanisches Heidentum VfgH (Towarzystwo na rzecz Germańskiego Pogaństwa), podczas gdy Troth również stworzył niemiecki oddział, Eldaring, który z kolei ogłosił niezależność w roku 2000. Pierwsza zorganizowana grupa rodzimowierców germańskich w Czechach powstała pod koniec lat 90. Od 2000 do 2008 roku czescy rodzimowiercy germańscy, którzy przyjęli pangermańskie podejście do religii, byli aktywni pod nazwą Rodzimowiercze (w znaczeniu rodzimowierstwa germańskiego; ang. Heathen) Domy z Bohemii.
Od połowy lat 1990. rozwój Internetu w dużej mierze przyczynił się do rozprzestrzeniania się rodzimowierstwa germańskiego w różnych częściach świata. Tamta dekada przyniosła również znaczny wzrost rasistowskiego rodzimowierstwa wśród więźniów w USA w wyniku programów pomocowych zainicjowanych przez różne grupy rodzimowiercze w ramach projektu rozpoczętego w latach 80. W tym okresie wiele grup rodzimowierców germańskich zaczęło coraz częściej komunikować się z innymi grupami rodzimowierczymi w Europie Wschodniej, takimi jak litewska Romuva, a także wiele z nich dołączyło do Światowego Kongresu Religii Etnicznych od czasu jego powstania w 1998 roku.